# Centavos de dólar de Timor Oriental
Las monedas de centavo de dólar de Timor Oriental fueron puestas en circulación en el año 2003 para su uso junto con los billetes de dólar estadounidense que habían sido introducidos en 2000 para sustituir a la rupia indonesia tras el inicio de la administración de la Organización de las Naciones Unidas. 
Los valores de las monedas de Timor Oriental están a la par del valor de las monedas de centavo de dólar estadounidenses. Las denominaciones en circulación son de 1, 5, 10, 25, 50 y 100 centavos que en su reverso poseen imágenes de plantas y animales locales. 
En el año 2012 se añadió al cono monetario la moneda de 100 centavos (o un dólar). Timor Oriental todavía no ha hecho planes para emitir sus propios billetes. Las monedas se acuñaron en Lisboa por la "Imprensa Nacional-Casa da Moeda", la casa de moneda nacional portuguesa.

## Monedas
| Monedas de centavos de dólar de Timor Oriental | Monedas de centavos de dólar de Timor Oriental | Monedas de centavos de dólar de Timor Oriental | Monedas de centavos de dólar de Timor Oriental | Monedas de centavos de dólar de Timor Oriental | Monedas de centavos de dólar de Timor Oriental | Monedas de centavos de dólar de Timor Oriental                                          | Monedas de centavos de dólar de Timor Oriental                                     |
| Imagen                                         | Imagen                                         | Valor                                          | Parámetros técnicos                            | Parámetros técnicos                            | Parámetros técnicos                            | Descripción                                                                             | Descripción                                                                        |
| Reverso                                        | Anverso                                        | Valor                                          | Diámetro                                       | Composición                                    | Peso                                           | Reverso                                                                                 | Anverso                                                                            |
| ---------------------------------------------- | ---------------------------------------------- | ---------------------------------------------- | ---------------------------------------------- | ---------------------------------------------- | ---------------------------------------------- | --------------------------------------------------------------------------------------- | ---------------------------------------------------------------------------------- |
|                                                |                                                | 1 centavo                                      | 17mm                                           | Acero bañado en Níquel                         | 3.1g                                           | Nautilus pompilius, nombre del país, año de emisión.                                    | Valor en números y escrito en letras, representación kaibauk por debajo del valor. |
|                                                |                                                | 5 centavos                                     | 18.75mm                                        | Acero bañado en Níquel                         | 4.1g                                           | Planta de arroz, nombre del país, año de emisión.                                       | Valor en números y escrito en letras, representación kaibauk por debajo del valor. |
|                                                |                                                | 10 centavos                                    | 20.75mm                                        | Acero bañado en Níquel                         | 5.2g                                           | Gallo, nombre del país, año de emisión.                                                 | Valor en números y escrito en letras, representación kaibauk por debajo del valor. |
|                                                |                                                | 25 centavos                                    | 21.25mm                                        | Níquel-Latón                                   | 5.85g                                          | Bote pesquero tradicional (beiro), nombre del país, año de emisión.                     | Valor en números y escrito en letras, representación kaibauk por debajo del valor. |
|                                                |                                                | 50 centavos                                    | 25mm                                           | Níquel-Latón                                   | 6.5g                                           | Granos de café, nombre del país, año de emisión.                                        | Valor en números y escrito en letras, representación kaibauk por debajo del valor. |
|                                                |                                                | 1 dólar                                        | 23,75mm                                        | Anillo:Níquel-Latón Centro:Cuproníquel         | 7.5g                                           | Boaventura de Manufahi, nombre del país, año de emisión.                                | Valor en números y escrito en letras, representación kaibauk por debajo del valor. |
|                                                |                                                | 200 centavos                                   | 25.5 mm                                        | Anillo:Cuproníquel Centro:Níquel-Latón         | 8.46 g                                         | Buffalo sobre un arrozal y el Monte Matebian de fondo; nombre del país, año de emisión. | Valor en números y escrito en letras, representación kaibauk por debajo del valor. |